# 斯科奇普萊恩斯 (新澤西州)
斯科奇普萊恩斯（英語：Stotch Plains）是位於美國新澤西州尤寧縣的一個鎮區。

## 地方資料
斯科奇普萊恩斯的面積為23.46平方千米，當中陸地面積為23.36平方千米，而水域面積為0.09平方千米。根據2020年美國人口普查的數據，當地共有人口24968人，而人口密度為每平方千米1,064.28人。